# Василь Біляк
Василь Біляк (словац. Vasiľ Biľak, 11 серпня 1917, Крайна Бистра у Свидника — 6 лютого 2014, Братислава) — чехословацький комуністичний політик і державний діяч, член Політбюро, секретар ЦК Компартії Чехословаччини, лідер неосталіністських крила КПЧ. Відрізнявся прорадянською орієнтацією, був противником Празької весни. У серпні 1968 ініціював заклик про введення до Чехословаччини військ Варшавського договору. У 1970-1980-х належав до ключових фігур консервативної «нормалізації». Після Оксамитової революції жив в Словаччині. Притягувався до судової відповідальності, але засуджений не був.

## Ранні роки
Народився в бідній русинській сім'ї з невеликого села у регіоні Шариш села (в той час територія Австро-Угорщини). У всіх офіційних документах іменував себе українцем. Умови життя були важкими. Василь рано втратив батьків, з багатодітної сім'ї вижили лише двоє братів. З дитинства змушений був працювати пастухом.
Після смерті матері Василь Біляк разом зі старшим братом покинув рідне село. Навчився на кравця в Градець-Кралове. Придбав високу професійну кваліфікацію, перебрався в Братиславу . Працював кравцем в відомих салонах . З 1936 Василь Біляк був членом прокомуністичної профспілки.
Під час нацистської окупації Чехословаччини Біляк був покликаний в армію пронацистської Словацької держави, але зумів уникнути служби в бойових підрозділах. Брав участь в Словацькому національному повстанні.

## Партійний керівник в Словаччині
Після звільнення Чехословаччини в 1945 році Василь Біляк вступив в Компартію Чехословаччини (раніше його заяви про прийом в КПЧ двічі відхилялися). Рішуче підтримав лютневий переворот 1948 і встановлення монопольної влади КПЧ.
З 1950 Василь Біляк займав посади в апараті КПЧ. Був функціонером регіонального комітету Компартії Словаччини (КПС, словацька структура КПЧ) в Братиславі. У 1953 закінчив Вищу політичну школу ЦК КПЧ, отримав ступінь доктора суспільно-політичних наук. Був енергійним прихильником Клемента Готвальда і його режиму, проводив політику жорсткого партійного контролю і державної централізації. У той же час відомостей про безпосередню участь Біляка в політичних репресіях немає.
З 1954 р. — член ЦК КПЧ. У 1955–1971 функціонер. Очолював міський партійний комітет в Пряшеві. Обіймав посаду уповноваженого з освіти та культури в Раді уповноважених — органі виконавчої влади Словаччини початку 1960-х. З 1954 — депутат Словацької національного ради, з 1960 — Національних зборів ЧССР. У 1962–1968 Василь Біляк — секретар ЦК КПС з ідеологічних питань.
На партійних і державних посадах в Словаччині Василь Біляк проводив відносно поміркований курс. Зокрема, він намагався не форсувати політику колективізації в сільській місцевості, допустив розпуск примусово створених кооперативів, дозволяв місцевій інтелігенції дискусії з питань культури. При цьому він — будучи етнічним українцем — підтримував словацьке населення в національних конфліктах (наприклад, з питання про шкільне навчання українською мовою).
У 1963 Василь Біляк зайняв пост другого секретаря ЦК КПС. Першим секретарем був Олександр Дубчек, з яким у Біляка складалися тоді відносини службової співпраці і особистого товариства.
Але при цьому Василь Біляк відрізнявся вираженою орієнтацією на СРСР. У 1956 він з великою тривогою і ворожістю сприйняв антикомуністичні Угорське повстання і Польський жовтень — перш за все через антирадянську спрямованість.

## Роль у придушенні Празької весни
Василь Біляк активно підтримав Олександра Дубчека у внутрішньопартійному протистоянні кінця 1967 — початку 1968 р. Він брав участь у відстороненні Антоніна Новотного і обрання Дубчека першим секретарем ЦК КПЧ. Серед його мотивів було невдоволення централізаторською політикою Новотного щодо Словаччини.
Початок Празької весни відзначив кар'єрний злет Біляка. У квітні 1968 він став членом Політбюро ЦК КПЧ. Але вже тоді Біляк негативно сприймав реформаторські плани Дубчека і його прихильників, які аж ніяк не зводилися до його власного просування у владі. Вирішальне значення для Біляка мало категоричне неприйняття «соціалізму з людським обличчям» з боку керівництва КПРС . Він побоювався також, що подальші реформи приведуть до втрати політичної монополії КПЧ.
Василь Біляк, поряд з Вільямом Шалговічем і Алоїсом Индрой став центром консолідації неосталіністських консерваторів в апараті КПЧ. Біляк був прихильником фактичного державного перевороту — створення «робітничо-селянського уряду», яке звернеться за допомогою до СРСР. Реально ситуація, як відомо, склалася дещо інакше.
Основним кроком контрреформістської фракції став так званий «Лист-запрошення» в ЦК КПРС — звернення за «допомогою і підтримкою усіма наявними засобами» для «порятунку від небезпеки неминучої контрреволюції». Цей документ підписали п'ять членів керівництва КПЧ: Василь Біляк, Алоїс Індра, Антонін Капек, Драгомир Колдер, Олдржих Швестка. Через кілька днів, 21 серпня 1968, відбулося введення в Чехословаччину військ Варшавського договору.

## Ідеолог і організатор «нормалізації»

### У вищому керівництві
У період консервативної «нормалізації» Василь Біляк був одним з вищих керівників КПЧ. Він був членом Політбюро і займав пост секретаря ЦК КПЧ з ідеології і міжнародних справ. Його безпосереднім підлеглим по ідеологічної лінії спочатку був Олдржих Швестка як завідувач ідеологічним відділом. Часом Біляк вважався другою людиною в ієрархії КПЧ і ЧССР після Густава Гусака.
Василь Біляк був автором установчого документа ЦК КПЧ «Уроки кризового розвитку» (10 грудня 1970) . Празька весна характеризувалася як «підступи міжнародного антикомунізму і правоопортуністичних сил», різко засуджувалися її лідери, введення військ Варшавського договору називалося «братньою допомогою», проголошувалася керівна роль КПЧ і неухильне дотримання марксизму-ленінізму. Біляк насаджував жорсткий партійно-ідеологічний контроль, адміністративну централізацію, санкціонував переслідування дисидентів . У зовнішній політиці Біляк неухильно підтримував політику СРСР і КПРС — як в розрядці 1970-х, так і в Холодній війні першої половини 1980-х.
При цьому відносини між Гусаком та Біляком були відчуженими і періодично напруженими. Гусак побоювався амбіцій «сірого кардинала» Біляка, називав його «злим духом партії» . Але Біляк був дуже сильною політичною фігурою і відсунути його на другий план — як Індру або Шалговіча — не вдавалося.

### Проблеми в часи Перебудови
Прорадянська орієнтація Василя Біляка створила йому чимало проблем, коли почалася Перебудова . Не висловлюючи відкритої критики, Біляк намагався зміцнити консервативну лінію в керівництві КПЧ і створити своєрідну коаліцію консервативних компартій — КПЧ, СЄПН, БКП, РКП. Відповідне зондування він проводив в листопаді 1988 в бесіді з Еріхом Гонеккером.
У 1988 р., коли Густав Гусак, залишаючись президентом ЧССР, покинув пост генерального секретаря ЦК КПЧ, на його місце претендував Василь Біляк. Однак більшість керівників КПЧ і горбачовське керівництво КПРС вважали за краще більш помірного Мілоша Якеша. Відставка Біляка стала питанням короткого часу. 15 грудня 1988 Біляк був виведений з Політбюро і знятий з поста секретаря ЦК КПЧ.

## Після відставки
Перемога Оксамитової революції 1989 р. неминуче означала для Василя Біляка кримінальне переслідування. Нове керівництво КПЧ оголосило про намір слідувати курсом Празької весни. Біляк з групою інших діячів «нормалізації» був виключений з партії. Незабаром КПЧ була відсторонена від влади. Не чекаючи подальшого, Біляк перебрався в Братиславу — в Словаччині його пам'ятали як захисника національних інтересів.
У 1992, за результатами Оксамитового розлучення, Словаччина стала незалежною державою. Біляк жив у свого зятя і політичного однодумця Йозефа Шевця, голови ортодоксальної Компартії Словаччини.
Спроба притягти Біляка до суду все ж була зроблена, кримінальну справу порушено. Підставою була його роль в запрошенні іноземних військ на територію Чехословаччини. Однак в 2011 словацька прокуратура оголосила про закриття справи «за неможливістю допитати ключових свідків з Чехії». Крім того, оригінал «Листа-запрошення» знаходився в Москві, а російська влада погоджувалася передати тільки копію, яка не розглядалася як повний доказ.
На той час Василь Біляк залишався єдиним живим підписантом «Листа-запрошення» — Індра, Колдера і Швестка померли, Капек наклав на себе руки. Сам він заперечував свою провину, стверджуючи, що «не писав Брежнєву» (формально послання було направлено не особисто Брежнєву, а ЦК КПРС). При цьому комуніст — атеїст Біляк посилався на християнські і громадянські почуття . До кінця життя Біляк не сумнівався в правильності своїх дій 1968 року. Цікаво, що деякі прихильники Біляка з числа ветеранів КПЧ стверджують, ніби він «не міг закликати на територію Чехословаччини Радянську армію, оскільки не було більшого патріота, ніж Василь Біляк» (в 1968 році вони не кваліфікували звернення до СРСР як антипатріотичний вчинок).

## Смерть і пам'ять
Василь Біляк помер в Братиславі у віці 96 років. На похоронах були присутні Мілош Якеш, останній начальник Служби держбезпеки ЧССР (StB) Алоїз Лоренц, колишній ректор Вищої політшколи ЦК КПЧ Ян Фойтік, посол РФ в Словаччині Павло Кузнєцов. При цьому зазначалася відсутність офіційних представників Компартії Чехії та Моравії.
Рік по тому з ініціативи компартії в його рідному селищі Крайна Бистра був встановлений пам'ятний знак — меморіальна дошка і бюст. На наступний день меморіал був осквернений: відомі словацькі художники і громадські активісти Петер Калмус і Любош Лоренц зафарбували дошку в червоний колір і написали слово Sviňa. Свою акцію вони пояснили протестом проти увічнення пам'яті політика, з вини якого в серпні 1968 року загинули десятки чехів і словаків. Встановлення пам'ятника Василю Біляку засудив і словацький Інститут національної пам'яті.
Василь Біляк був одружений, мав сина і дочку.